# 卒業 〜Graduation〜
『卒業 〜Graduation〜』（そつぎょう グラデュエーション）は、1992年6月25日にジャパンホームビデオより発売されたPC-9800シリーズ対応の育成シミュレーションゲーム。
プレイヤーは新任の教師(新條隼人)として、名門・清華女子高等学校の3年B組に在籍する5人の問題児たちを指導し、一流大学合格を目指していく内容となっている。
3学期終了時点のパラメータによっては社会人になったり主人公と結婚するなど別の道を歩む場合もある。「卒業」というタイトルだが、生徒は必ず卒業できるわけではなく、パラメータの状況によっては留年したり、退学処分になることもある。
本作は『プリンセスメーカー』（ガイナックス）で確立された育成シミュレーションと言うジャンルをさらに発展させると共に、登場キャラクターの複数化・個性化を図ったことで単なる二番煎じに留まらない印象付けに成功。PCエンジンへの移植を皮切りに多数の機種へ移植されると共に、角川書店から「お家騒動」により分離・独立したメディアワークスの全面的なバックアップを受けて広範囲なメディアミックスが展開された。こうしたゲームの製作手法やメディアミックス戦略は『ときめきメモリアル』（コナミ）を始め多数のゲームに採り入れられており、現在まで続いているギャルゲーのスタンダードを確立した作品となっている。
本作のヒットによりシリーズ化され、『卒業II 〜Neo Generation〜』や『卒業III 〜Wedding Bell〜』といったナンバリング作品や、実写版の『卒業R 〜Graduation Real〜（後述）』や乙女ゲームの『卒業M』といった番外編がつくられていった。

## ゲームシステム
平日は前半（月〜水曜）・後半（木〜土曜）ごとに提示される5人のスケジュールを必要に応じて差し替え、パラメータの向上を図る。休日はアルバイト（私立校教員につき禁止されていない）で資金を稼ぐ・休養・見回りのどれかを行うが、見回りの際に生徒と遭遇するイベントが発生する場合がある。イベントは単に買い物の最中に出くわした程度の穏やかなものばかりではなく飲酒・喫煙などの不良行為や風俗店での勤務といった「怪しいバイト」などもあり、その際の対処により生徒との関係が変化する。
このほかのイベントには演劇祭などの学校行事、1学期と2学期に2回ずつ行われる試験がある。
このうち、演劇祭・文化祭では演目と主演を決定し、その成否によりパラメータが変化する。体育祭ではリレーの走者順を決め、順位により全員のパラメータが変化する。
また、試験はクイズ形式で行われ、パラメータを上げれば正解率は高まるが、試験の回答自体にプレイヤーが直接関与することは出来ない。

### 機種別の相違点
PC-9800シリーズ版
最初に発売。FM TOWNS版の発売前後にソフ倫審査を受けており「全年齢対象」となっている。X68000版及び2004年に発売されたWindows版（復刻版）も本バージョンがベース。PC98の音源は貧弱なものであったが、この時点で既にビープ音を合成して主要登場人物に発声させていた。
PCエンジン版
NECアベニューより発売。以後の移植版はほとんどが本バージョンをベースにしている。声優は中本静役の久川綾を除いた4人全員が変更。カラオケイベントで全員の持ち歌が用意されるなどイベントを大幅に追加。また、五重婚エンドが成立した場合に「畜生以下」の評価が追加された。ゲームをスタートする前に主人公の生年月日と血液型を入力する。その時に教師のタイプと5人の生徒たちとの相性が決まる。相性の違いで指導した時の反応が変化する。
Macintosh版
バンダイビジュアルより発売。メニューウィンドウなどにOS標準のUIを使用している。夏のテーマ曲はこのバージョンのみ異なる。
3DO版
『卒業FINAL』として北部通信工業SharRockブランドより発売（16歳未満不適）。パソコン版やPCエンジン版を元にしたグレードアップ版。カラオケイベントは削除され、生徒の持ち歌は新しく追加された清華祭のミニコンサートでの使用に変更された。
セガサターン版
『卒業S』としてNECインターチャネル（現インターチャネル）より発売。基本的にはPCエンジン版がベースだが、未成年者の飲酒・喫煙描写に対する批判が強まったことなどを考慮して一部のイベントが差し替えられている（18歳以上推奨）。なお、発売順序が続編の『卒業II 〜Neo Generation〜』よりも後になっている。
ワンダースワン版
『卒業 for WonderSwan』としてバンダイビジュアルより発売。PC-9800シリーズ版がベース。グラフィックは白黒で、音声は部分的に収録されている。タイトルメニューにアルバムモード・ミニゲームが追加された。

## 登場人物
声優は、特に注記の無い限りPC-98版 / その他の機種・メディアの順。登場人物の苗字はザ・ドリフターズに由来する。
高城 麗子（たかぎ れいこ）
声 - 大野由佳 / 冬馬由美
誕生日：10月3日、身長：165cm、血液型：AB型、好きな作家：トーマス・マン、趣味：乗馬、クルージング
コンツェルンの令嬢。自分の才能と美貌に絶対の自信を持ち、多少の無理は金で解決できると考えているうえ、協調性に乏しい。
最初、主人公に対しては全く相手にしていなかったが、尊敬に値すると感じて以降は一転して従順な態度をとっている。
新井 聖美（あらい きよみ）
声 - 林理恵 / 鶴ひろみ 
誕生日：12月3日、身長：164cm、血液型：O型、好きな作家：とくにナシ、趣味：ツーリング
不良少女で、ひたすら反抗的な態度を取る。その一方で、理由も無く暴力的手段に訴えることはせず、義理人情には厚い。家業はバイクショップで、オートバイを飛ばすことを趣味としている。弟がいる。
志村 まみ（しむら まみ）
声 - 鉄炮塚葉子 / 金丸日向子
誕生日：1月4日、身長：159cm、血液型：B型、好きな作家：さくらももこ、趣味：ヌイグルミ集め
主人公に対しては最初から好意的な態度をとる一方で、学業は振るわず、欠席も多い。ファッションデザイナーの両親から甘やかされて育てられ、非常に子供っぽい性格。そのうえ、華奢な体格からは想像も付かないほどの大食いでその食欲が原因のトラブルを起こすことも多い。
加藤 美夏（かとう みか）
声 - 関根明子 / 嶋方淳子
誕生日：7月23日、身長：162cm、血液型：A型、好きな作家：吉本ばなな、趣味：スポーツ全般
学級委員。スポーツ万能で成績もそこそこ良く、主人公に対しても従順だが、思い込みが激しく、暴走すると手が付けられない。実家は老舗の蕎麦屋で、お薦めのメニューは「鴨南蛮マヨネーズ蕎麦」。
中本 静（なかもと しずか）
声 - 久川綾
誕生日：9月18日、身長：160cm、血液型：A型、好きな作家：萩原朔太郎、趣味：料理、文通、絵画
成績は非常に優秀だが、重度の虚弱体質で、欠席が多い。イベントで「怪しいバイト」が発覚した時の平時とのギャップが激しい。なお、ドラマCDでは3年の1学期に他校から編入して来たことになっているが、他のメディアミックス作品との間で設定に矛盾が生じている。OLの姉がいる。

## 評価
4Gamer.netの柿島真治は、PC-9800シリーズ版におけるボイスの再現方法についてすごい回り道だと述べ、音質はよくないとしつつも、当時はPCから声が出ること自体新鮮だったとしている。
また、柿島は各ヒロインのバックストーリーがないゆえにメディアミックスしやすかったのではないかと推測し、コンシューマ移植時に人気声優を採用したことはその後の声優ブームにつながったのではないかとみている。
一方で、柿島は、キャラクターのインパクト付けなどが現在（2005年）から見ると古いと指摘している。柿島は麗子のデザインには発売当時（1992年）の流行が取り入れられているとする一方で、聖美のキャラクター像については発売当時においても現実にはほとんど存在しなかっただろうと述べている。

### 移植版に対する評価
『卒業FINAL』はファミコン通信クロスレビューでは6、7、6、5の24点。
レビュアーは、性描写には期待できないとしつつも、オリジナル版の面白さが残っている点や、3DOの利点が生かされていて快適なプレイを楽しめる点を評価した。
その一方で、パラメータがあまりにもきっちりデータ化され過ぎていて、育成ゲームというより数値を増やすゲームになっているという指摘も寄せられた。

### 姉妹作品に対する評価
パソコンゲーム雑誌の編集者である前田尋之の公式サイト「電脳世界のひみつ基地」においてライターの松田は、『卒業R～Graduation Real～』について、派手な化粧が流行していた時代だったため、ヒロイン役の俳優が年上に見えてしまう点が色物的で面白かったと述べている。

## メディアミックス作品
本作はメディアワークス『電撃PCエンジン』（現・電撃G's magazine）を拠点に広範囲なメディアミックスが展開された。

### ドラマCD
電撃CD文庫・ベストゲームセレクション
第1学期 結成! うわさの5人組 1993年8月25日発売
第2学期 学園祭は大騒ぎ! 1993年10月25日発売
第3学期 超えろ! 涙の卒業試験 1994年3月25日発売
別巻・卒業 ソングコレクション 1993年11月25日発売
メディアワークス発売。渡辺麻実・脚本。後に『卒業クロスワールド』で登場する武蔵三十朗（声：古谷徹）・大和雅子（声：小山茉美）・赤城圭二郎（声：難波圭一）ら教師陣は本作が初出である。
その他のドラマCD
卒業 〜Graduation〜・サウンドトラック（NECアベニュー）
1993年3月21日発売 NACL-1091
曲の合間にCDドラマが収録されている。
アニマガパラディ・マンスリードラマシリーズ「卒業&卒業II 卒業ガールズ全員集合!」（アニメイトフィルム）
1994年6月30日発売 APD2-40630
文化放送「アニマガパラディ」内で放送されたラジオドラマ。IIとのクロスオーバー作品。ゲスト出演・緑川光、永島由子。
OVA 卒業 〜Graduation〜 音楽＆ドラマ集（アポロン）
1995年2月21日発売 APCM-5058
OVA「卒業」のBGMにイメージソング、10年後のオリジナルドラマを加えたバラエティーアルバム。
卒業 〜Graduation〜 Teach Me Please（東芝EMI/ユーメックス）
1995年3月15日発売 TYCY-5426
CDドラマとキャラクターソング6曲収録。ゲスト出演・古谷徹。
ドラマコレクション 卒業 〜Graduation〜（日本コロムビア）
1995年08月19日発売 COCC-12808
ボイス・チャレンジャーVol.1 〜卒業編〜（NECアベニュー）
1996年8月21日発売 NACL-1233〜1234
2枚組で、1枚はブックレットに合わせてアフレコを行うと言う企画モノ。
卒業 グラデュエーション ボイスコレクションCD（スクープクリエーション）
クレーンゲームの景品。全5種類。自己紹介やシチュエーションに応じたキャラクターボイス、留守電メッセージなどを収録。

### ライトノベル
電撃文庫・刊。いずれも渡辺麻実・著。
1. センチメンタル・サマー 1993年12月初版 ISBN 4073005065
2. グッバイ・ガール 1994年11月初版 ISBN 4073020722

### OVA
青年向けOVAレーベル・C.MOONの1作としてバンダイビジュアルより発売（VHS・LD）。全4巻だが、後半2巻はロボットアニメの番外編『聖羅ヴィクトリー』。
スタッフ
- 原作 - HEAD ROOM
- 監督 - 西島克彦
- 原案（聖羅ヴィクトリー） - 西島克彦、関島眞頼、金巻兼一
- キャラクターデザイン - 只野和子（『卒業 〜Graduation〜』）、毛利和昭（『聖羅ヴィクトリー』）
- 美術監督 - 東潤一（『卒業 〜Graduation〜』）、中座洋次（『聖羅ヴィクトリー』）
- 色彩設定 - 中沢麻樹（『卒業 〜Graduation〜』）、一色緑（『卒業 〜Graduation〜』）、三笠修（『聖羅ヴィクトリー』）
- 撮影監督 - 佐野禎史
- 音響監督 - 藤山房伸
- 音楽 - 和田薫
- プロデューサー - 杉田敦、池口和彦
- 制作プロデューサー - 飯塚智久
- 制作協力 - スタジオ・ファンタジア
- 制作 - アニメイトフィルム
- 製作・著作 - バンダイビジュアル、ムービック

主題歌
エンディングテーマ「卒業 -Graduation-」（卒業 〜Graduation〜）
作詞 - 真々花子 / 作曲 - 由比正雪 / 編曲 - 湯川徹 / 演奏 - B-CLUB・BAND / 歌 - 鶴ひろみ、久川綾、冬馬由美、金丸日向子、嶋方淳子
オープニングテーマ「聖羅V 〜花吹雪の乱〜」（聖羅ヴィクトリー）
作詞 - 真々花子 / 作曲 - 由比正雪 / 編曲 - 湯川徹 / 演奏 - B-CLUB・BAND / 歌 - 鶴ひろみ、久川綾、冬馬由美、金丸日向子、嶋方淳子
エンディングテーマ「In The Groove 〜ハデにいこう!!〜」（聖羅ヴィクトリー）
作詞 - 真々花子 / 作曲 - 由比正雪 / 編曲 - 湯川徹 / 演奏 - B-CLUB・BAND / 歌 - 鶴ひろみ、久川綾、冬馬由美、金丸日向子、嶋方淳子
各巻リスト
| 巻数                | サブタイトル                                | 脚本                | 絵コンテ            | 演出                | 作画監督            |
| 卒業 〜Graduation〜 | 卒業 〜Graduation〜                         | 卒業 〜Graduation〜 | 卒業 〜Graduation〜 | 卒業 〜Graduation〜 | 卒業 〜Graduation〜 |
| ------------------- | ------------------------------------------- | ------------------- | ------------------- | ------------------- | ------------------- |
| 第1巻               | いつまでも一緒にいられたら                  | 渡辺麻実            | もりたけし          | 水島精二            | 只野和子            |
| 第2巻               | それぞれの明日                              | 渡辺麻実            | 神田直人            | 神田直人            | 只野和子            |
| 聖羅ヴィクトリー    |                                             |                     |                     |                     |                     |
| 第3巻               | 花鳥風月 乙女の舞! 事件だョ、全員集合!!     | 関島眞頼            | 河本昇吾            | 水島精二            | 毛利和昭            |
| 第4巻               | 波乱万丈 乙女のピンチ! 悪しき魔性に桜散る!? | 金巻兼一            | 近藤信宏            | 近藤信宏            | 毛利和昭            |

### 漫画作品
高松亜矢作。『ゲームコミックコレクション』（メディアックス）や『コミックマスター』（ホビージャパン）に掲載された作品の単行本化。
卒業 〜Graduation〜 みんなでParty
1994年1月初版 ISBN 4894250144
真行寺たつや作。『月刊電撃コミックガオ!』（メディアワークス）連載。単行本は全1巻。
卒業 〜Graduation〜 Have a good day（電撃コミックス）
1994年9月初版 ISBN 4073019481

## 姉妹作品
続編・クロスオーバー作品は含まない。

### 卒業番外篇 〜ねぇ麻雀しよ!〜
1994年10月28日にケイエスエスより発売。機種はスーパーファミコン。

### 卒業R 〜Graduation Real〜
1998年1月16日にNECアベニューより発売された実写によるリメイク作品。機種はPC-FXで、後にWindows 95・Macintosh・プレイステーションへ移植された（バンダイビジュアル発売）。
女子高教師となって、生徒たちを育て上げるゲーム『卒業』。『卒業R』は、アニメ絵が苦手な人も楽しくプレイできる、実写版の「卒業」であり、オリジナルの魅力をそのままに、実写ならではの表情豊かなグラフィックや、要所要所に挿入されたムービーで女子高生のキュートさが満喫できるものとなっている。
出演
- 高城麗子：武澤志保
- 新井聖美：渡辺浩美
- 志村まみ：白井聡子
- 加藤美夏：沢知かな
- 中本静：前田美紗子